# Райли, Мюррей
Мюррей Райли (англ. Murray Stewart Riley; род. 5 октября 1925 года) — австралийский гребец, бронзовый призер олимпийских игр 1956 года. Работал полицейским, позже стал преступником.
Представлял Австралию на Олимпийских Играх 1952 и 1956 годов. На последних грёб в парной двойке с Мервином Вудом. После карьеры полицейского (Полиция Австралии, 1943—1962) получил известность как преступник. Занимался или обвинялся в занятиях перевозкой наркотиков, мошенничеством и компьютерными преступлениями. Сменил имя на Murray Lee Stewart. Несколько раз бежал из британских тюрем (обычно минимального уровня безопасности, откуда можно было просто уйти). Поддерживал связи с американской мафией, ИРА. В конце концов осел в родной Австралии. Экстрадиция его обратно в Великобританию считается маловероятной.